# 미카엘 크론델리
미카엘 크론델리(덴마크어: Michael Krohn-Dehli, 1983년 6월 6일 ~ )는 덴마크의 전 축구 선수이다.
그는 UEFA 유로 2012에 출전하기도 하였으며, 이 대회에서 2골을 기록하였다. 유로 대회에서의 활약을 바탕으로 브뢴뷔 IF에서 셀타 비고로 이적하였다.

## 수상
세비야
- UEFA 유로파리그: 2015–16[1]